# Le Coudray-sur-Thelle
Le Coudray-sur-Thelle és un municipi francès, situat al departament de l'Oise i a la regió dels Alts de França. L'any 2007 tenia 505 habitants.

## Demografia

### Població
El 2007 la població de fet de Le Coudray-sur-Thelle era de 505 persones. Hi havia 152 famílies de les quals 20 eren unipersonals (12 homes vivint sols i 8 dones vivint soles), 44 parelles sense fills, 72 parelles amb fills i 16 famílies monoparentals amb fills.
La població ha evolucionat segons el següent gràfic:
Habitants censats

### Habitatges
El 2007 hi havia 170 habitatges, 162 eren l'habitatge principal de la família, 5 eren segones residències i 3 estaven desocupats. 166 eren cases i 3 eren apartaments. Dels 162 habitatges principals, 148 estaven ocupats pels seus propietaris, 11 estaven llogats i ocupats pels llogaters i 3 estaven cedits a títol gratuït; 5 tenien dues cambres, 13 en tenien tres, 28 en tenien quatre i 116 en tenien cinc o més. 129 habitatges disposaven pel capbaix d'una plaça de pàrquing. A 56 habitatges hi havia un automòbil i a 102 n'hi havia dos o més.

### Piràmide de població
La piràmide de població per edats i sexe el 2009 era:
| Homes | Edats   | Dones |
| ----- | ------- | ----- |
| 0     | 95 o +  | 0     |
| 0     | 90 a 94 | 0     |
| 0     | 85 a 89 | 4     |
| 0     | 80 a 84 | 0     |
| 4     | 75 a 79 | 4     |
| 0     | 70 a 74 | 8     |
| 4     | 65 a 69 | 0     |
| 8     | 60 a 64 | 4     |
| 0     | 55 a 59 | 8     |
| 28    | 50 a 54 | 8     |
| 8     | 45 a 49 | 20    |
| 36    | 40 a 44 | 40    |
| 20    | 35 a 39 | 12    |
| 28    | 30 a 34 | 28    |
| 12    | 25 a 29 | 24    |
| 20    | 20 a 24 | 4     |
| 20    | 15 a 19 | 28    |
| 24    | 10 a 14 | 20    |
| 20    | 5 a 9   | 28    |
| 8     | 0 a 4   | 20    |

## Economia
El 2007 la població en edat de treballar era de 356 persones, 271 eren actives i 85 eren inactives. De les 271 persones actives 242 estaven ocupades (143 homes i 99 dones) i 29 estaven aturades (14 homes i 15 dones). De les 85 persones inactives 16 estaven jubilades, 41 estaven estudiant i 28 estaven classificades com a «altres inactius».

### Ingressos
El 2009 a Le Coudray-sur-Thelle hi havia 165 unitats fiscals que integraven 504,5 persones, la mediana anual d'ingressos fiscals per persona era de 19.350 €.

### Activitats econòmiques
Dels 12 establiments que hi havia el 2007, 5 eren d'empreses de construcció, 2 d'empreses de comerç i reparació d'automòbils, 1 d'una empresa immobiliària, 3 d'empreses de serveis i 1 d'una empresa classificada com a «altres activitats de serveis».
Dels 5 establiments de servei als particulars que hi havia el 2009, 1 era un taller de reparació d'automòbils i de material agrícola, 1 paleta, 1 lampisteria, 1 empresa de construcció i 1 perruqueria.

## Equipaments sanitaris i escolars
El 2009 hi havia una escola maternal integrada dins d'un grup escolar amb les comunes properes formant una escola dispersa.

## Poblacions més properes
El següent diagrama mostra les poblacions més properes.